# 赤胸山鹧鸪
赤胸山鹧鸪（学名：Arborophila hyperythra），是鸡形目雉科的一种鸟类，婆羅州特有鳥種。

## 特征
赤胸山鹧鸪体重约270克，翼长约141.2毫米，嘴峰长约22.1毫米，喙宽度约5.5毫米，喙厚度约8.3毫米，跗蹠长约43.9毫米，尾长约49.6毫米。赤胸山鹧鸪在其分布区内为留鸟，其栖息在密集的高大树木组成的森林中，食性为草食性。

## 亚种
- ：分布于婆罗洲中北部的山地森林。
- ：分布于北婆罗洲的京那巴鲁山。[4]